# Mijo Jagrić
Mijo Jagrić - Miša (Posavski Podgajci, 25. kolovoza 1961.) glazbenik je i pjevač tradicionalne glazbe.

## Biografija
Rođen je 25. kolovoza 1961. u Posavskim Podgajcima, gdje je pohađao Osnovnu školu Davorina Trstenjaka. Završio je srednju strukovnu školu u Brčkom. Diplomirao je na Pedagoškom fakultetu u Osijeku te danas radi kao pedagog u Obrtničko-industrijskoj školi Županja.

## Diskografija
- 1995. godine u produkciji Supertona izlazi album "Neka priče kruže" tamburaškog sastava Zlatna zvona u kojem je Mijo Jagrić djelovao kao vokal i basprim.
- 2008. godine u izdanju Croatia Recordsa objavljuje i samostalni album "Kad tambure zašute...". Većinu pjesama s tog albuma potpisuje Krešimir Stipa-Bogutovac.

## Festivalski nastupi
- 1995. godine Zlatna zvona trebala su nastupiti na glazbenom festivalu "Zlatne žice Slavonije" s pjesmama "Crnka" i "Pjevajte svatovi". Kasnije je dogovoreno da pjesmu "Pjevajte svatovi" predaju tamburaškom sastavu Žeteoci.
- 2006. godine na 1. glazbenom festivalu Šokačke pisme Zlatna zvona nastupaju s pjesmom "Što ja volim" autorice Ljiljane Tonkić. Pjesma je 2008. objavljena i na albumu "Kad tambure zašute...", ali pod nazivom "Ti si želja srca moga".
- 2007. godine na 2. glazbenom festivalu Šokačke pisme Zlatna zvona nastupaju s pjesmom "U tuđini ne miriše cvijeće" autorice Marije Mušović, sestre Mije Jagrića. Pjesma je 2008. objavljena i na albumu "Kad tambure zašute...", ali pod nazivom "Ja sam svoga zavičaja klica".
- 2008. godine na 3. glazbenom festivalu Šokačke pisme Mijo Jagrić nastupa s pjesmom "Šokačka se duša raspukla po šavu" autorice Blanke Vladislavić. Pjesma je te iste godine objavljena na albumu "Kad tambure zašute...".
- 2009. godine na 4. glazbenom festivalu Šokačke pisme Mijo Jagrić i Slavonska idila izlaze s pjesmom "Ravnico, moja ljubavi" autora Zvonimira Stjepanovića.
- 2010. godine na 5. glazbenom festivalu Šokačke pisme Mijo Jagrić i Slavonci izlaze s pjesmom "Ej, Dunave" autora Hrvoja Bogutovca.
- 2011. godine na 6. glazbenom festivalu Šokačke pisme Mijo Jagrić i Slavonci izlaze s pjesmom "Jela" autora Ivice Plivelića.
- 2012. godine na 7. glazbenom festivalu Šokačke pisme Mijo Jagrić nastupa s pjesmom "Milo, garavo" autora Maria Vučeka.
- 2013. godine na 8. glazbenom festivalu Šokačke pisme Mijo Jagrić i TS Čežnja izlaze s pjesmom "Hvala tebi, Slavonijo mila" autora Vlade Mejdanca.
- 2019. godine na 14. glazbenom festivalu Šokačke pisme Mijo Jagrić izlazi s pjesmom "Šokačka rič" autora Ilije Nikolića Pranjkova.